# Клаудіо Бальйоні
Клаудіо Бальйоні (італ. Claudio Baglioni) (Народився 16 травня 1951) — італійський музикант і виконавець, автор офіційного гімну Олімпійських ігор в Турині 2006 року.

## Біографія
Свою музичну кар'єру Бальоні почав в 1965 році, виступивши в конкурсі юних талантів, що проходив у Римському районі Центоцелле. За період з 1965 по 1968 роки він пише сюїту на поему Едгара Алана По «Анабель Лі» і запрошується на пробний запис в Radio Corporation of America (RCA).
У 1970 році співак взяв участь в конкурсі «Disco per l'estate» з композицією «Una favola blu», а з піснею «Signora Lia» виступив на «Festivalbar» — фестивалі на якому в 1974-му він стане переможцем з піснею "E tu ". А в 70-му був випущений 1-й альбом, який так і називався «Claudio Baglioni». Але розкуповувався він неохоче і був незабаром вилучений з продажу. Однак подальший за цим 2-й альбом «Un cantastorie dei giorni nostri» мав гучний успіх завдяки композиції «Questo piccolo grande amore». 
У своє перше турне Бальоні вирушив 1973 року. Цей рік можна по праву назвати роком «Gira che ti rigira amore bello». 4 серпня 1973 році Клаудіо одружується з Паолою Массарі. 
В 1974 році спільно з Вангелісом в Парижі записується альбом «E tu», а в 1975-му — «Sabato pomeriggio» з аранжуваннями Луїса Енріке Бакалова. 
В 1977-му Бальоні випускає альбом «Solo» і їде в турне по Сполучених Штатах і Канаді. 
У 1978 році він випустив альбом «E tu come stai», виданий вже на CBS. 
У 1981 році альбом «Strada facendo» завоював величезну популярність і Клаудіо Бальоні проводить серію концертів на стадіонах і в спортивних палацах. 
В 1982 році в нього народився син Джованні, і цій події Клаудіо присвятив пісню «Avrai». А турне в підтримку альбому «Alé-oó» мало просто шалений успіх. 
В 1985-му пишеться «La vita è adesso», роком же пізніше відбулося турне «Ассоль», 3-х годинна феєрія майстерності вокалу, гітари та клавішних. Потім два роки роботи привели до створення альбому «Oltre», в записі якого взяли участь видатні музиканти сучасності, такі як Пако де Лючіани, Піно Данієль, Міа Мартіні, Філ Палмер, Тоні Левін та ін. Потім була бурхлива концертна діяльність аж до 1994 року. 

В 95-му Бальоні створює «Io sono qui», за яким слід «Tour Rosso» — серія виступів під дахами спортивних палаців, а влітку 98-го мрія Бальоні виступати на найбільших стадіонах Італії стає дійсністю. 
В 1999 році виходить альбом «Viaggiatore sulla coda del tempo». 
В 2003 році з виходом «Sono io, l'uomo della storia accanto» Бальоні завойовує премію «Lunezia». Після цього вийшли «Crescendo e cercando» і збірник творчості «Tutti qui — Collezione dal 1967 al 2005», «Gli altri tutti qui — Seconda collezione dal 1967 al 2006», «Quelli degli altri tutti qui» і «Buon viaggio della vita».

## Нагороди
- World Music Award 2014
  - Номінація у категорії «Найкращий живий виступ»
  - Номінації у категорії «Найкращий світовий альбом»
  - Номінації у категорії «Артист року»
  - Номінації у категорії «Кращий світовий виконавець»